# Juan Hernández Sierra
Juan Hernández Sierra est un boxeur cubain né le 16 mars 1969 à Guane.

## Carrière
Médaillé d'argent aux Jeux olympiques de Barcelone en 1992 et aux Jeux d'Atlanta en 1996 dans la catégorie poids welters, il remporte 4 médailles d'or aux championnats du monde à Sydney en 1991, Tampere en 1993, Berlin en 1995 et Houston en 1999, une médaille de bronze à Budapest en 1997 ainsi que 2 médailles d'or aux Jeux panaméricains de La Havane en 1991 et de Winnipeg en 1999.

## Parcours auxJeux olympiques
Jeux olympiques d'été de 1992 à Barcelone (poids welters) :
- Bat Said Bennajem (France) 6-0
- Bat Jin-Chul Jun (Corée du Sud) par arrêt de l'arbitre au 2e round
- Bat Soren Antman (Suède) par arrêt de l'arbitre au 3e round
- Bat Anibal Acevedo (Porto Rico) 11-2
- Battu par Michael Carruth (Irlande) 10-13

 Jeux olympiques d'été de 1996 à Atlanta (poids welters) :
- Bat Joszef Nagy (Hongrie) par arrêt de l'arbitre au 2e round
- Bat Vadim Mezga (Bulgarie) 12-2
- Bat Nurhan Smanov (Kazakhstan) 16-8
- Bat Marian Simion (Roumanie) 20-7
- Battu par Oleg Saitov (Russie) 9-14

5e aux Jeux olympiques d'été de 2000 à Sydney (poids super welters) :
- Bat Stephan Nzue Mba (Gabon) par arrêt de l'arbitre au 3e round
- Bat Mohamed Salad Marmouri (Tunisie) par arrêt de l'arbitre au 3e round
- Battu par Yermakhan Ibraimov (Kazakhstan) 9-16